# Better Oblivion Community Center
《Better Oblivion Community Center》는 코너 오버스트와 피비 브리저스로 구성되어 있는 미국의 인디 록 듀오 베터 오블리비언 커뮤니티 센터의 첫 번째 정규 음반이다. 2019년 1월 24일 데드 오션스를 통하여 발매되었다.

## 배경
브리저스와 오버스트는 2018년 중반부터 후반까지 로스앤젤레스에서 비밀스럽게 작업을 하였다.

## 작곡 및 작사
이 음반은 허구의 디스토피아 웰니스 시설인 베터 오블리비언 커뮤니티 센터에 관한 콘셉트 음반이다.

## 발매 및 홍보
2019년 1월 23일 레이트 쇼 위드 스티븐 콜베어에서 공연을 한 후, 다음날인 1월 24일에 깜짝 발매가 되었다.
2019년 1월 29일, 밴드는 미셸 자우네라카가 프로듀싱한 ‘Dylan Thomas’의 뮤직비디오를 공개하면서 미국과 유럽에서의 첫 콘서트 투어를 발표하였다.

## 평가
| 전문가 평가          | 전문가 평가 |
| 총 점수              | 총 점수     |
| 출처                 | 점수        |
| -------------------- | ----------- |
| AnyDecentMusic?      | 7.6/10      |
| 메타크리틱           | 78/100      |
| 평가 점수            |             |
| 출처                 | 점수        |
| The 405              | 7.5/10      |
| Clash                | 8/10        |
| Consequence of Sound | B           |
| DIY                  | [ 12 ]      |
| Exclaim!             | 8/10        |
| The Guardian         | [ 14 ]      |
| The Line of Best Fit | 8/10        |
| NME                  | [ 16 ]      |
| Pitchfork            | 7.7/10      |
| Rolling Stone        | [ 18 ]      |

《Better Oblivion Community Center》는 음악 평단으로부터 대부분 호평을 받았다. 주요 매체의 리뷰 점수를 모아 100점 만점으로 점수를 매기는 리뷰 애그리게이터 웹사이트 메타크리틱에서는 24개의 리뷰를 통해 78점이 나왔다.

### 수상
| 매체        | 수상                               | 순위 | 각주   |
| ----------- | ---------------------------------- | ---- | ------ |
| 익스클레임! | 2019년 최고의 음반 29장 (중간결산) | 9    | [ 19 ] |
| 스테레오검  | 2019년 최고의 음반 50장 (중간결산) | 14   | [ 20 ] |

## 트랙 리스트
전체 작사·작곡: 표시된 곳을 제외하고는 피비 브리저스, 코너 오버스트
| #            | 제목                                                            | 재생 시간 |
| ------------ | --------------------------------------------------------------- | --------- |
| 1.           | 〈Didn't Know What I Was in For〉                               | 4:03      |
| 2.           | 〈Sleepwalkin'〉                                                | 3:12      |
| 3.           | 〈Dylan Thomas〉                                                | 3:36      |
| 4.           | 〈Service Road〉                                                | 3:44      |
| 5.           | 〈Exception to the Rule〉                                       | 2:51      |
| 6.           | 〈Chesapeake〉 (Bridgers, Oberst, Christian Lee Huston)         | 4:04      |
| 7.           | 〈My City〉                                                     | 4:04      |
| 8.           | 〈Forest Lawn〉 (Bridgers, Oberst, Hutson)                      | 3:46      |
| 9.           | 〈Big Black Heart〉 (Bridgers, Oberst, Adam McIlwee, Ben Walsh) | 3:26      |
| 10.          | 〈Dominos〉 (Taylor Hollingsworth)                              | 4:32      |
| 총 재생 시간 | 총 재생 시간                                                    | 37:18     |